# Khecarividya
Khecarīvidyā (devanāgarī: खेचरीविद्या) est un texte sanskrit attribué à Ādinātha et composé avant le XIIIe siècle. Le texte qui comporte quatre paṭala (section) appartient à la tradition du yoga tantrique. Celui-ci s'inscrit également dans la tradition du tantrisme hindou et plus particulièrement l'ordre des nāthayogin.

## Structuration du texte
Le texte s'est développé en quatre phases de la manière suivante:
1. À l'origine, le texte existait sous la forme d'un seul chapitre long décrivant le mantra de Khecarī.
2. Le texte fut ensuite divisé en trois sections ou paṭala auquel fut ajouté des vers donnant des instructions sur la pratique de khecarīmudrā.
3. La quatrième section, qui est un ajout aux trois sections précédentes, traite de potions magiques.